# Gąsków
Gąsków (niem. Ganzkow, dawn. Gąskowo) – wieś w północno-zachodniej Polsce, położona w województwie zachodniopomorskim, w powiecie świdwińskim, w gminie Rąbino.
Dawna wieś rycerska, stanowiła lenno rodu von Manteuffel. W XVII i 1. połowie XVIII w. należała do rodziny Zastrow. Na początku XVIII w. część majątku kupił dr Tobias Bogislaw Rüdert, a w 1736 r. pozostałą część nabył Friedrich von Dreger. Następnie majątek należał do Marii von Glasenapp i jej spadkobierców: Christo Thyma i Boguslawa Friedricha. W połowie XVIII w. wyłącznym właścicielem był Danio Barnwasser. W 1804 r. majątek kupiła za 15 000 talarów pani von Borde z domu von Kleist i w rękach tej rodziny pozostawał do końca XIX w. Następnie należał do rodziny von Werder. Na początku XX w. majątek należał do Elzy von Schumann a następnie Ilse von Schumann - obie z domu Werder. O późniejszych właścicielach brak informacji.